# St. Martin (Witterda)

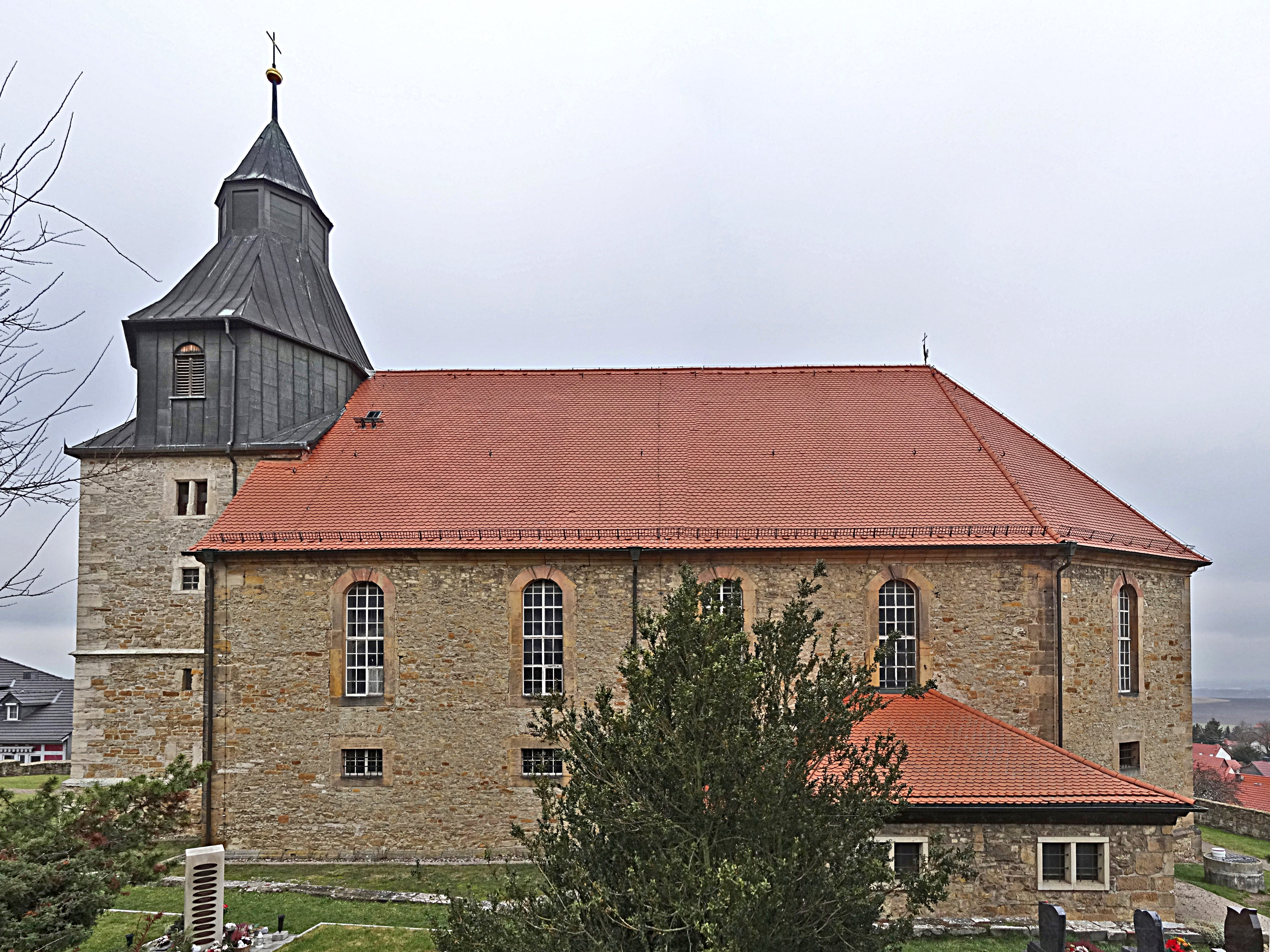
St. Martin

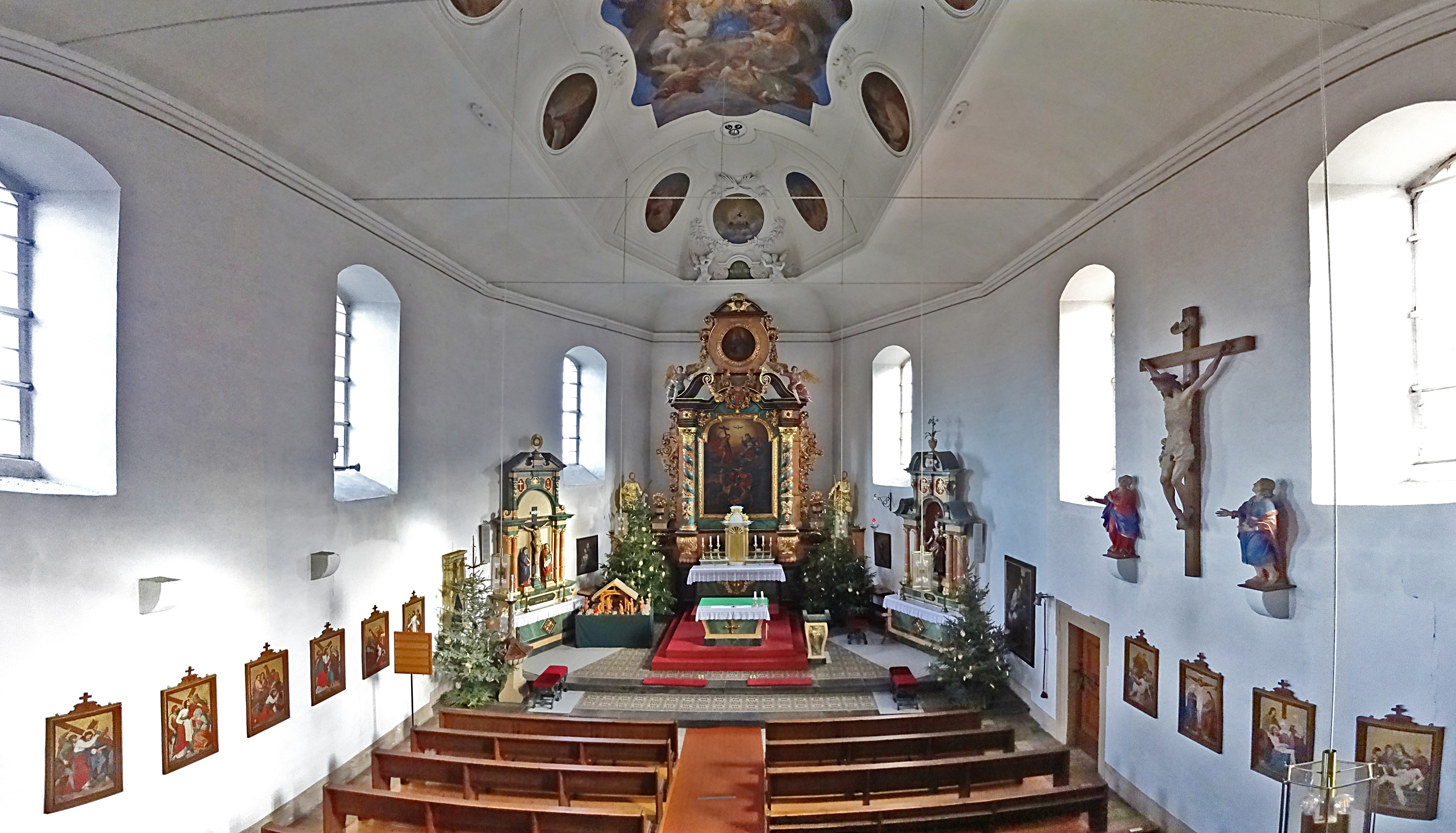
Innenansicht

Die römisch-katholische, denkmalgeschützte Filialkirche St. Martin steht in Witterda im thüringischen Landkreis Sömmerda. Sie ist Filialkirche der Pfarrei St. Josef Erfurt im Dekanat Erfurt des Bistums Erfurt. Sie trägt das Patrozinium des heiligen Martin von Tours.

## Beschreibung

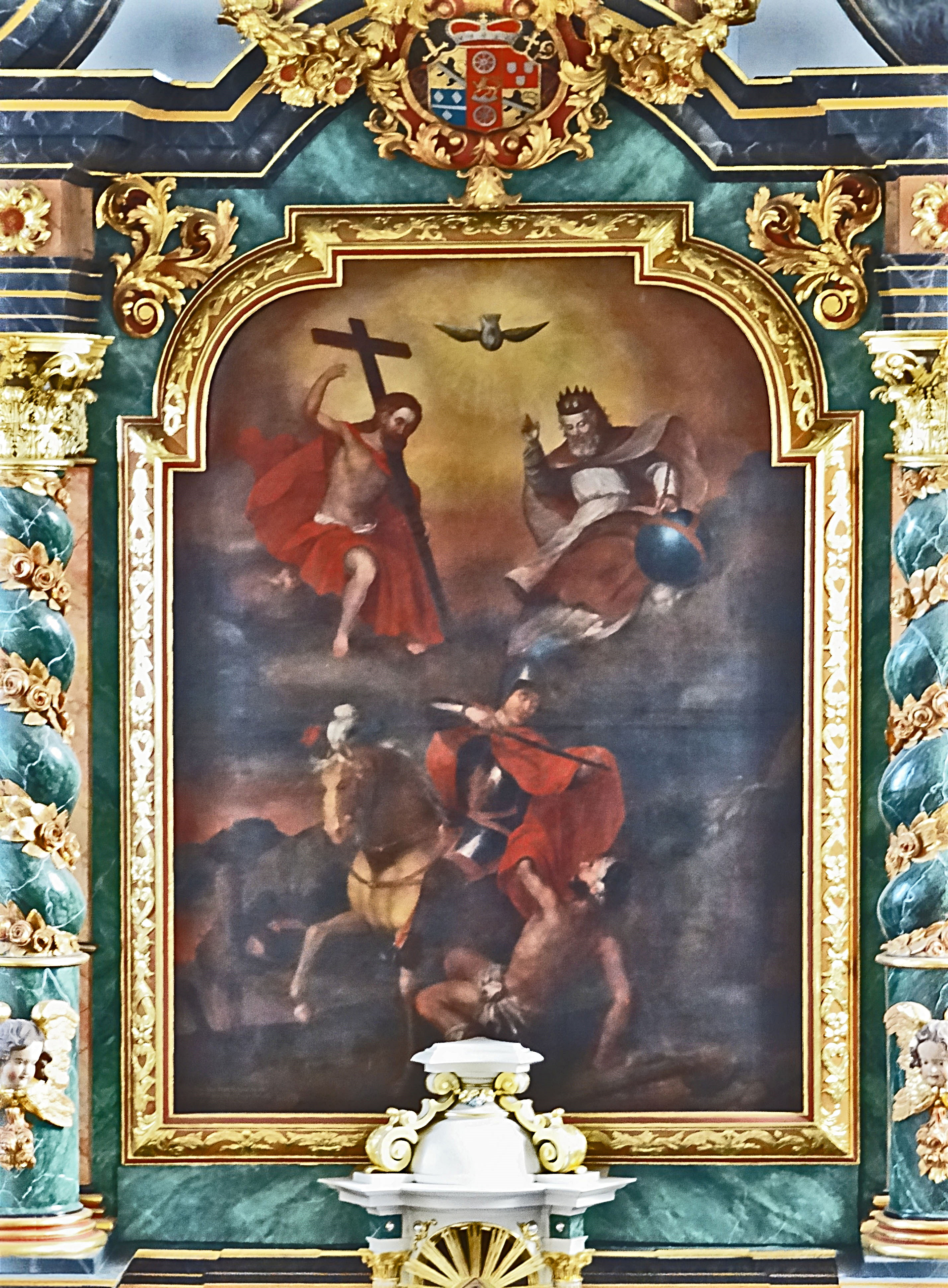
Altarbild Hl. Martin

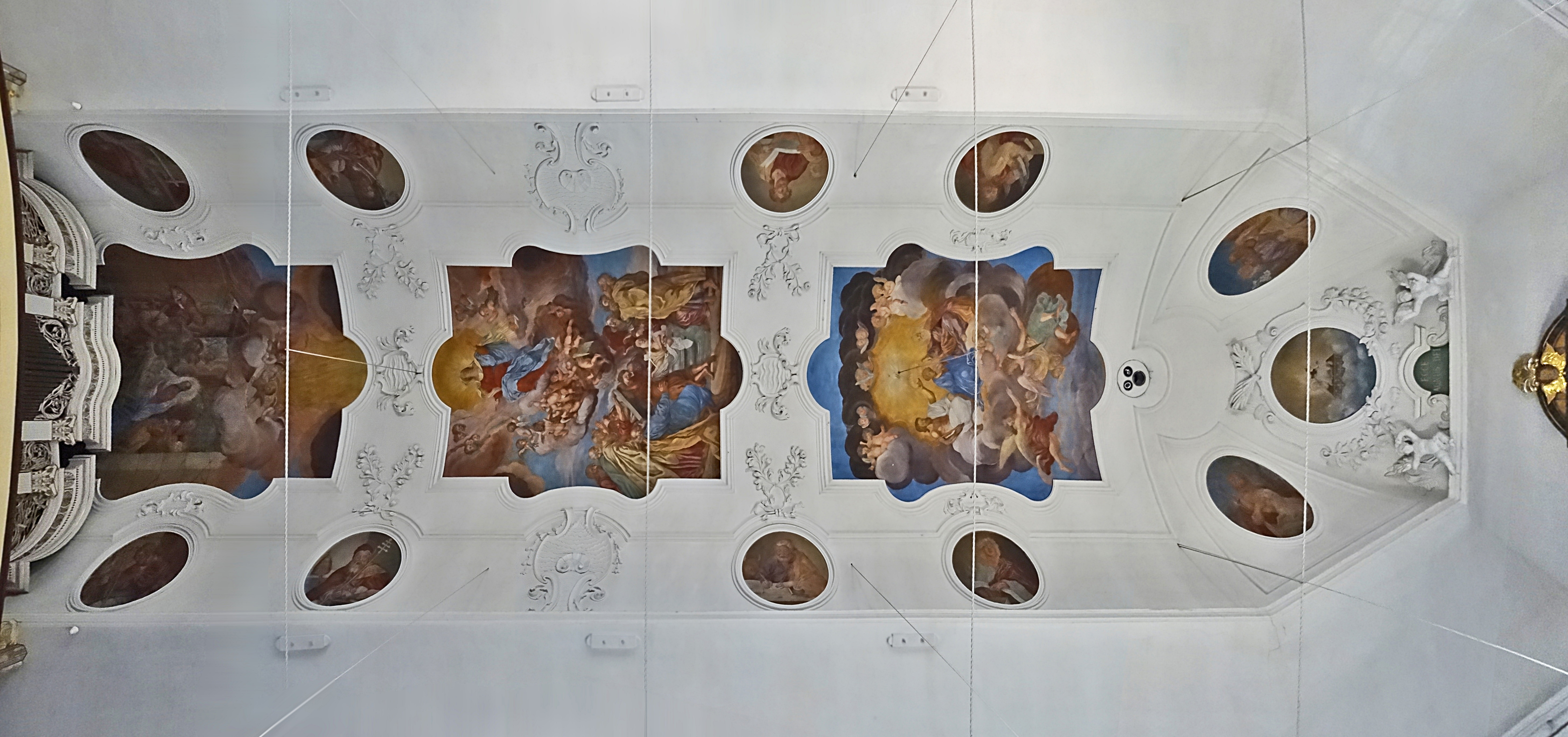
Deckengemälde

Die Saalkirche von 1553 hat einen Chor mit einem polygonalen Abschluss und einem eingezogenen Kirchturm im Westen, der von der Vorgängerkirche stammt. An der Südseite ist die Sakristei angebaut. 1710 erfolgten wesentliche Umbauten. Es wurden segmentbogige Fenster im Langhaus eingebaut, darunter jeweils ein liegendes rechteckiges Fenster. An der Nordseite befindet sich ein profiliertes und geohrtes Portal mit dem Wappen des Mainzer Erzbischofs. Darüber steht in einer Wandnische eine Steinskulptur des heiligen Martin zu Pferde aus dem 18. Jahrhundert. Der Turm hat im obersten steinernen Geschoss Biforien mit Vorhangbögen. Im darüber liegenden oktogonalen Geschoss liegt hinter den Klangarkaden die Glockenstube, in deren Glockenstuhl eine Kirchenglocke hängt, die um 1300 gegossen wurde. Der Innenraum hatte ursprünglich dreiseitige, zweigeschossige Emporen, von denen nur noch die westliche Orgelempore erhalten ist. Zwischen den ehemaligen Flachdecken der seitlichen Emporen befindet sich ein verputztes und bemaltes hölzernes Tonnengewölbe.
Der Hochaltar aus dem 18. Jahrhundert hat von Fruchtranken verzierte Säulen, im Altarretabel sind der heilige Martin und die Trinität dargestellt. Der Beichtstuhl aus dem 18. Jahrhundert stammt aus der Erfurter Wigbertikirche. An ihm befindet sich eine um 1500 entstandene Schnitzfigur der Anna selbdritt. Vom Anfang des 16. Jahrhunderts stammen eine Pietà und lebensgroße Figuren der Maria und des Johannes, die ursprünglich zu einer Kreuzigungsgruppe gehörten.

## Orgel

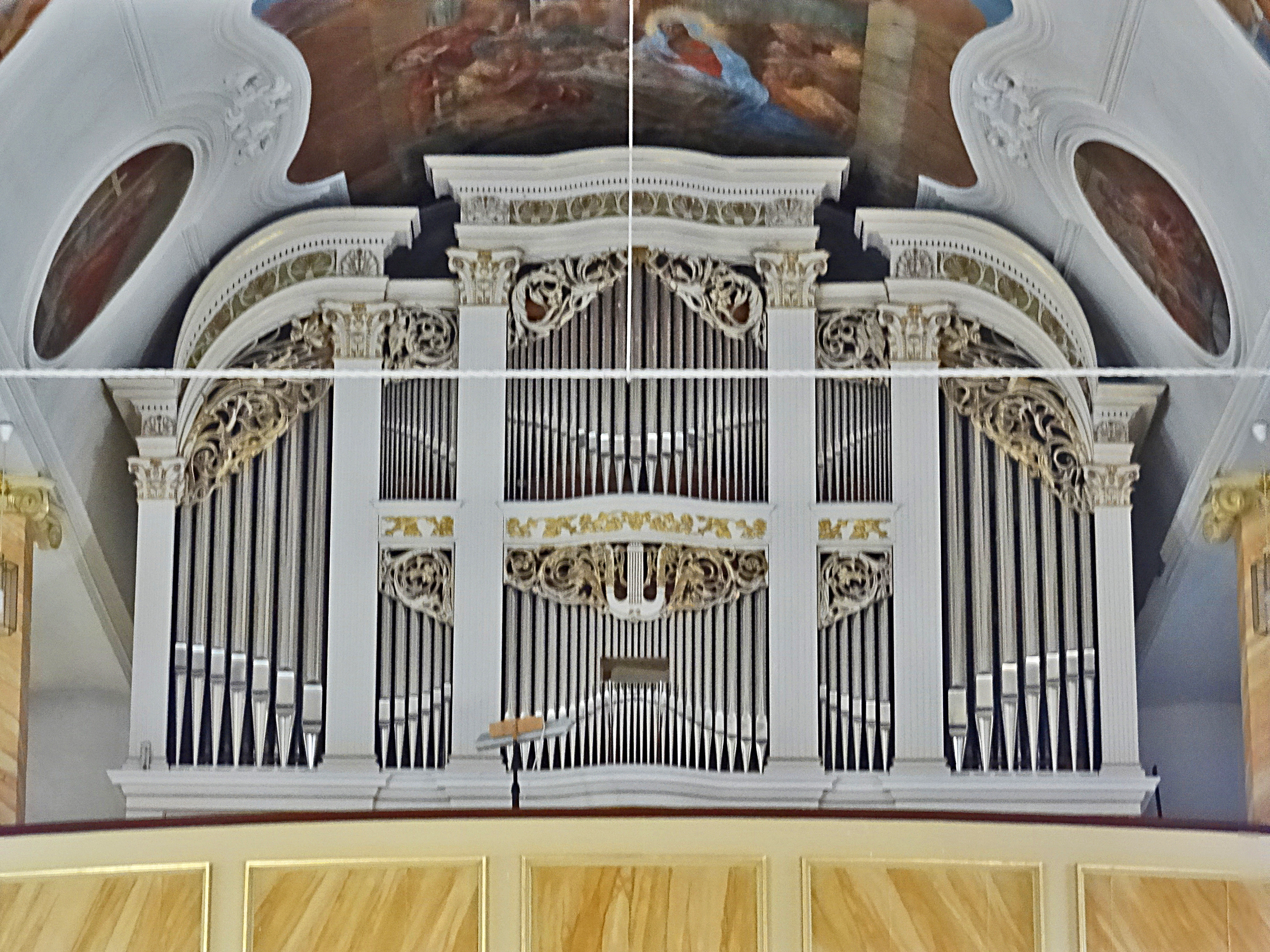
Hesse-Orgel

Die Orgel mit 29 Registern, verteilt auf 2 Manuale und ein Pedal, wurde 1846 von Johann Michael Hesse II. gebaut. Die Register- und Tontraktur ist mechanisch. 1985 erfolgte eine erste Restaurierung durch Norbert Sperschneider. 2013 wurde die Orgel erneut umfangreich Restauriert durch Orgelbau Kutter. Die Disposition lautet wie folgt:
| I Hauptwerk C–f3  |     |
| Contra Principal  | 16′ |
| Principal         | 8′  |
| Principal secundo | 8′  |
| Hohlflöte         | 8′  |
| Bourdun           | 8′  |
| Viola da Gamba    | 8′  |
| Gemshorn          | 8′  |
| Schweizerflöte    | 8′  |
| Oktave            | 4′  |
| Oktave            | 2′  |
| Mixtur IV         |     |
| Cornett V         |     |

| II Oberwerk C–f3 |     |
| Quintadena       | 16′ |
| Geigenprincipal  | 8′  |
| Fugara           | 8′  |
| Lieblich Gedackt | 8′  |
| Flauto traverso  | 8′  |
| Flauto piano     | 8′  |
| Principal        | 4′  |
| Fugara           | 4′  |
| Oktave           | 2′  |
| Sesquialtera II  |     |
| Mixtur III       |     |
| Tremulant        |     |

| Pedalwerk C–d1 |     |
| Principalbaß   | 16′ |
| Violonbaß      | 16′ |
| Subbaß         | 16′ |
| Oktavbaß       | 8′  |
| Flöte          | 4′  |
| Posaune        | 16′ |

- Koppeln: II/I, I/P

Anmerkungen
1. ↑  Gamben Schwebung
2. ↑  Flöte